# Tiffany-Glaskunst

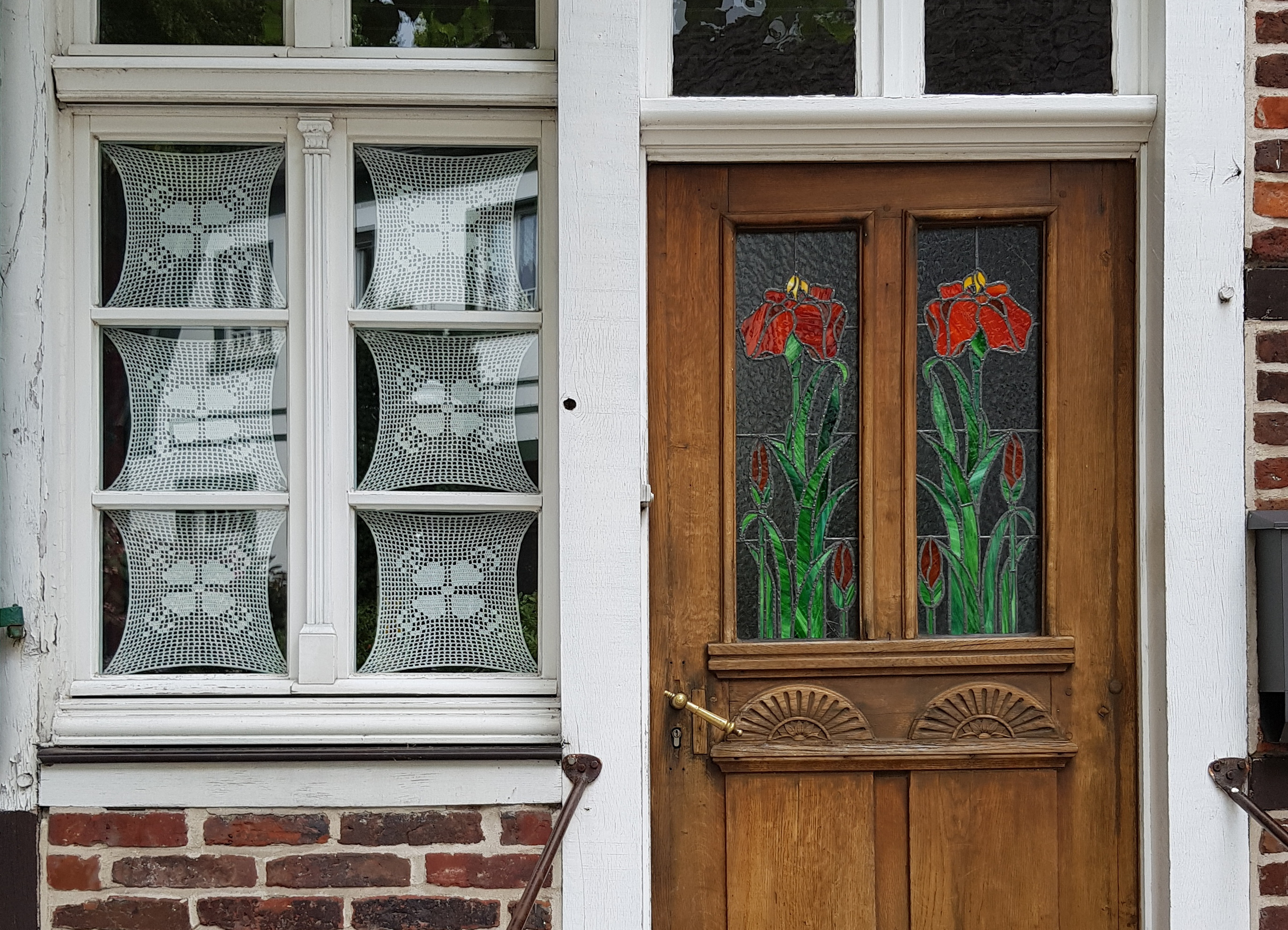
Hauseingangstür mit Tiffanyglaskunst

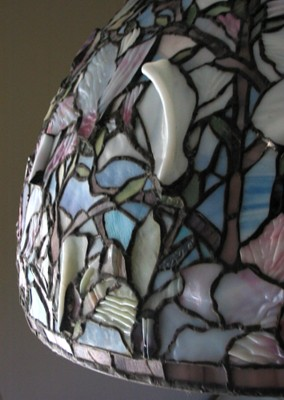
Detailansicht eines Tiffany-Lampenschirms (Reproduktion)

Tiffany-Glaskunst definiert eine Facette der handwerklichen Kunst des Louis Comfort Tiffany. Es handelt sich eigentlich um eine Technik der Glasverarbeitung, stilistisch ist das Kunstgewerbe jedoch eng mit dem Jugendstil verknüpft. 

## Herstellung
Durch die Technik ist die Herstellung dreidimensionaler Gebilde möglich, indem einzelne Glasteile mittels Ummantelung mit Kupferfolie und Lötzinn verbunden werden. Die Lötnähte werden mit einer Patina versehen. Dazu werden sie galvanisch verkupfert und anschließend mit Chemikalien behandelt. Sie erhalten so ihre charakteristische Schwarz- oder Grünfärbung.
Ein Beispiel für dreidimensionale Gebilde stellen Glasschirme für Tiffanyleuchten dar. Auch modernes Design, Türverglasung, Fensterverglasungen, Standbilder, Leuchten, Ostereier, Weihnachtssterne, Engel sowie Gartenkunst werden in dieser Folientechnik hergestellt.
Mit Bleiverglasung (z. B. Kirchenfenster) und der dort verwendeten Bleirutentechnik werden dagegen vergleichsweise nur zweidimensionale Formen erzeugt.